# 5375 Siedentopf
5375 Siedentopf è un asteroide della fascia principale. Scoperto nel 1989, presenta un'orbita caratterizzata da un semiasse maggiore pari a 3,1701932 UA e da un'eccentricità di 0,1725748, inclinata di 2,43954° rispetto all'eclittica.
Dal 6 febbraio al 6 aprile 1993, quando 5388 Mottola ricevette la denominazione ufficiale, è stato l'asteroide denominato con il più alto numero ordinale. Prima della sua denominazione, il primato era di 5337 Aoki.
L'asteroide è dedicato all'astronomo tedesco Heinrich Siedentopf.